# Norðoyri
Norðoyri [ˈnoːɹɔiɹɪ] és un poble de l'illa de Borðoy, a les illes Fèroe. Forma part del municipi de Klaksvík. El 2021 tenia 110 habitants.

## Geografia
Norðoyri va créixer al llarg de la riba oriental del fiord Borðoyarvík que s'obre en direcció sud-sud-est. El poble es troba al capdavall d'un fort pendent produït per la serralada central que hi ha a la península on s'assenta, de 400 a 563 m. d'altura. Aquest pendent és especialment pronunciat seguint la costa en direcció sud-est, passat el poble. Aquesta zona es considera de difícil accés i perillosa, ja que s'hi perden moltes ovelles els hiverns que són durs.

## Història
Norðoyri surt per primer cop a la documentació escrita en un text del 1584. Tanmateix les excavacions arqueològiques a Islendingatoftir, a pocs quilòmetres al sud de Norðoyri, han demostrat que aquest lloc ja va ser habitat durant l'era dels vikings. Prop d'aquestes restes vikingues, el 12 de març de 1745 una granja va ser destruïda per una allau de neu. Exactament, vint anys després, aquesta granja va patir la mateixa sort. Les seves ruïnes encara són visibles avui en dia. El 1945, 200 anys després de la primera tragèdia, s'hi va col·locar una pedra commemorativa que recorda aquests esdeveniments.